# Traverseren (kano)
Traverseren is een vaartechniek binnen de kanosport waarbij de kanovaarder zichzelf als het ware zijdelings verplaatst op het water terwijl de uitwerking van een zijdelingse kracht op de kano, zoals de stroming van het water, gecompenseerd wordt door met een bepaalde hoek tegen die kracht in te varen. Daardoor kan het bijvoorbeeld mogelijk zijn om toch haaks over te steken naar de andere oever van de rivier. Bij het traverseren op stromend water moet effektief gebruik gemaakt worden van stroomafwaarts  hellen voor de stabiliteit. Bij kajakvaren wordt hellen ook wel opkanten genoemd. Traverseren is een essentiële techniek bij het varen op stromend water en kan noodzakelijk zijn om veilig door een lastige passage te komen.
Als de wind de dwarskracht is, wordt deze techniek ook wel 'zijwind-traverseren' genoemd. Voor de stabiliteit moet je bij traverseren om  drift  door zijwind te compenseren echter iets windopwaarts  hellen.